# Macrolobium taylorii
Macrolobium taylorii är en ärtväxtart som beskrevs av D.R.Simpson. Macrolobium taylorii ingår i släktet Macrolobium och familjen ärtväxter. IUCN kategoriserar arten globalt som sårbar. Inga underarter finns listade i Catalogue of Life.